# Kościół Trójcy Przenajświętszej w Zambrowie
Kościół Trójcy Przenajświętszej w Zambrowie – rzymskokatolicki kościół parafialny w mieście Zambrów, w województwie podlaskim. Należy do dekanatu Zambrów diecezji łomżyńskiej.

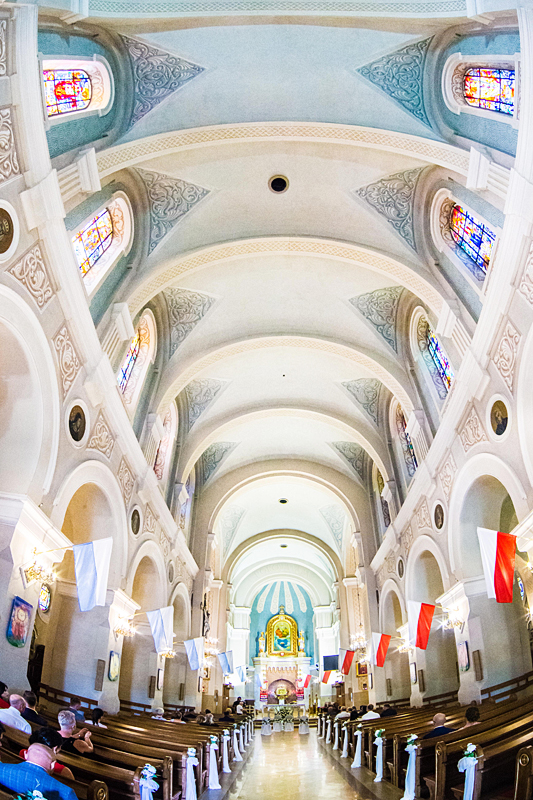
Wnętrze świątyni

## Historia
Obecna świątynia murowana została wzniesiona w latach 1874-1879 dzięki staraniom księży: Pawła Makowskiego i Aleksandra Mioduszewskiego. W dniu 4 czerwca 1925 roku świątynię konsekrował biskup łomżyński Romuald Jałbrzykowski. W czasie II wojny światowej budowla uległa znacznemu zniszczeniu, odrestaurowana została po wojnie dzięki staraniom księdza proboszcza Aleksandra Srzednickiego. W latach 1990–1995 świątynia została gruntownie wyremontowana dzięki staraniom księdza proboszcza Józefa Milanowskiego.

## Architektura i wyposażenie
Kościół został wzniesiony w stylu neoromańskim według projektu architekta z Warszawy, Bolesława Muklanowicza. Świątynia została wybudowana na planie krzyża łacińskiego. Na ścianach nawy znajdują się małe i okrągłe oraz wąskie i podłużne okna. Przy elewacji frontowej zwracają uwagę dwie wysokie wieże. Wnętrze budowli reprezentuje styl neoromański, który wyróżnia się prostotą, proporcjonalnością oraz małą ilością dekoracji. We wnętrzu znajdują się dwa rzędy filarów, które są połączone ze sobą ozdobnymi łukami. Na sklepieniu kościoła można zobaczyć ciekawe zdobienia. Wyposażenie wnętrza ma charakter zabytkowy. Do jego elementów należą m.in.: epitafium inskrypcyjne Bartłomieja Laskowskiego, ufundowane w 1655 roku, epitafium inskrypcyjne Ignacego Jana Dąbrowskiego (1865 r.), epitafium inskrypcyjne Jana Mleczko (1868 r.) i jego małżonki Konstancji (1882 r.), barokowa monstrancja (1698 r.), barokowa puszka (1626 r.), klasycystyczna puszka (1825 r.), neobarokowy krzyż ołtarzowy (koniec XIX w.).